# Pere Calafell i Gibert
Pere Calafell i Gibert (Barcelona 1907 - Benicàssim, la Plana Alta 1984) fou un metge pediatre català.

## Biografia
Es llicencià en medicina a la Universitat de Barcelona el 1930 i fou professor adjunt de pediatria del professor Martínez García, a l'Hospital de la Santa Creu i Sant Pau, adscrit a la Universitat autònoma de Barcelona de 1934 a 1938.
Durant la Guerra Civil espanyola fou un dels màxims impulsors de la pediatria social a Catalunya, amb una participació decisiva en obres com Ajut Infantil de Rereguarda per als infants desvalguts, dispensaris suburbials, guarderies, escola d'assistents socials, etc. Després de la guerra fou desposseït del seu càrrec a la Universitat i el van condemnar a no poder ocupar cap càrrec oficial indefinidament.
Va obrir una consulta privada, i a requeriment d'altres professionals, fou membre de la Societat Catalana de Biologia i del consell editorial de Monografies Mèdiques.
També presidí la Societat Catalana de Pediatria del 1955 al 1960 i fou president d'honor del primer Congrés de Pediatres de Llengua Catalana el 1978.
El 1983 va rebre la Creu de Sant Jordi de la Generalitat de Catalunya. Va morir poc després d'un accident d'automòbil.
El Col·legi Oficial de Metges de Barcelona va declarar l'any 2007 Any del Doctor Pere Calafell i Gibert.

## Fons personal
El seu fons personal es conserva a l'Arxiu Nacional de Catalunya. El fons conté la documentació generada i rebuda per Pere Calafell; bàsicament, es tracta de documentació produïda en funció de la seva activitat professional relacionada amb la pediatria, i amb els drets i necessitats dels infants. El fons conserva correspondència, informes, diverses notes manuscrites, fullets i publicacions periòdiques. D'entre el conjunt de documentació, destaca la relacionada amb l'UNICEF que inclou estatuts, reglaments, convocatòries, programes i butlletins.